# Club d’Essai
Der Club d’Essai war ein Kulturprogramm im französischen Rundfunk (Hörfunk) der frühen Nachkriegszeit, das unter der Leitung  des Schriftstellers und Lyrikers Jean Tardieu ab 1946 ausgestrahlt wurde. Die Programmredaktion gliederte sich in die Bereiche Musik, Hörspiel, Literatur und Unterhaltung. Jean Tardieu führte zahlreiche Künstler an das akustische Medium heran und förderte die Entwicklung innovativer Rundfunkformate, die Sprache, Geräusche und Musik kombinierten. Vorbildfunktion hatte das bei der BBC entwickelte Feature, ein Sendeformat, welches unter anderem auf der (Tonband-)Montage beruhte.
Der deutsche Schriftsteller und Rundfunk-Redakteur Alfred Andersch orientierte sich in den 1950er Jahren mit seinem für den Süddeutschen Rundfunk (SDR) entwickelten Konzept des Radio-Essays am Vorbild des Club d’Essai.

## Entstehungsgeschichte
Bereits während der deutschen Besatzungszeit kamen zahlreiche französische Künstler mit dem neuen Medium Rundfunk in Kontakt. Literaten, Schauspieler und Sänger nehmen im Jahr 1942 an einem vom Ingenieur Pierre Schaeffer organisierten Workshop teil („Stage de Beaune“), um sich mit dem neuen Medium vertraut zu machen. Im Juli 1943 nimmt im Auftrag der Vichy-Regierung in Paris ein „Studio d’Essai“ den Sendebetrieb auf. Zu den ersten Sendungen gehören eigens für den Rundfunk produzierte Hörspiele mit Musikbegleitung, aber auch szenische Lesungen etwa von Marcel Proust oder Henry de Montherlant. 
Jean Tardieu gehört zu diesem Zeitpunkt zu einer Gruppe von Résistance-nahen Schriftstellern um Paul Éluard. Auf Vorschlag Eluards wird er im August 1944 zum Leiter der Hörspielabteilung des „Studio d’Essai“. 1946 folgt die Ernennung Tardieus zum Leiter des in „Club d’Essai“ umbenannten Programms (im selben Jahr wird auch das „Third Programme“ der BBC gegründet), das in dieser Form bis 1960 bestehen sollte. 
Bereits zu diesem frühen Zeitpunkt nimmt er eine ähnliche Vermittlerposition zwischen Literatur und Rundfunk ein wie später Alfred Andersch beim SDR: „Dès son installation, Jean Tardieu fait appel à des écrivains connus pour leur demander d’écrire pour la Radio. […] Grace à lui, des écrivains aussi prestigieux que Camus, Gide, Ponge ou Queneau ont franchi la porte des studios de radiodiffusions, ce que leurs ainés n’avaient pas voulu osé faire.“ (ÜS: Sobald Jean Tardieu seine Arbeit aufnahm, forderte er bekannte Schriftsteller dazu auf, für den Rundfunk zu schreiben. [...]  Dank ihm haben so berühmte Autoren wie Camus, Gide, Ponge oder Queneau die Schwelle zum Rundfunkstudio überschritten, was ihre Vorgänger nicht gewagt hatten.) (Prot 2006: 51)

## Entwicklung von Sendeformaten
Von Anfang an versteht Tardieu den Club d’Essai als Versuchslabor für eine Radio-Kunst, die nach zeitgemäßen Ausdrucksformen für alle Bereiche des Lebens sucht. In einem Interview mit der Wochenzeitung Radio 46 verkündete der neu ernannte Programmchef: 
„Nous continuerons comme par le passé à rechercher un style particulièrement radiophonique, tant dans l'écriture des textes que dans l’utilisation des moyens techniques. Mais nous voudrions aussi rendre assimilable les plus grandes richesses scientifiques, littéraires ou musicales. Ceci donnera lieu tantot aux tentatives techniques les plus hardies, tantot à l’emploi des moyens les plus simples et les plus directs.“ (ÜS: Wir werden weiter nach einem speziellen Rundfunk-Stil suchen, beim Schreiben der Texte ebenso wie beim Einsatz der Technik. Aber wir möchten zugleich die größten wissenschaftlichen, literarischen oder musikalischen Reichtümer für den Rundfunk verfügbar machen. Das wird genauso zu gewagten technischen Lösungen führen wie zu den einfachsten und direktesten Mitteln.)  (Prot 2006: 55)
Dabei wurde die von Tardieu geforderte Verbindung von Kunst und Technik auch ganz praktisch zum Prinzip erhoben: bei der Produktion von Sendungen arbeiteten von Anfang an (Manuskript-)Autor, Komponist und Regisseur eng zusammen.
Neben dem Wortprogramm setzte sich Tardieu ganz besonders für das Musikprogramm ein – und stand deswegen gerade der aufkommenden UKW-Technik gegenüber offen. Tardieu träumte nicht nur von einem puren Musik-Sender – ein Traum, der sich bald sogar in UKW-Qualität erfüllen sollte –, sondern von einer „bibliothèque sonore“ im Äther, die einer breiten Hörerschicht alle Arten von Musik zugänglich machen sollte.
Das veränderte Verhältnis zwischen Rundfunk und Publikum wurde von Tardieu bis zur Auflösung der Grenze zwischen Produzenten und Rezipienten weitergedacht. Die besondere Experimentierfreudigkeit zeigt sich an einer weiteren Besonderheit: den experimentellen „Radio Clubs“ der Vierziger und Fünfziger Jahre, die Jean Tardieu als Bindeglied zwischen Publikum und Produzenten verstand.  Die Mitglieder von Studentenvereinigungen, Jugendclubs oder der Gewerkschafter des SNCF konnten praktische Erfahrungen mit den Produktionsbedingungen des Rundfunks machen. Über ein eigenes Sendefenster namens „Les apprentis du micro“ wurden ausgewählte Produktionen der Radio Clubs durch den Sender Paris Inter einem breiteren Publikum bekannt gemacht.

## Mediale Übergänge zwischen Literatur und Rundfunk
Ähnlich wie später Alfred Andersch mit der Zeitschrift Texte und Zeichen versuchte bereits Tardieu, mit einer parallelen Zeitschriftenpublikation eine Brücke zwischen den Medien zu schlagen. In der ersten und einzigen Nummer der Publikation „La chambre d’écho“ (Untertitel: „Cahiers du Club d’Essai de la Radiodiffusion Francaise“) finden sich Texte prominenter Beiträger aus dem Umfeld der Club d’Essai-Redaktion wie etwa Jean Cocteau, Jacques Prévert und anderen.
Tardieu selbst eröffnete den Band mit einem Text, der angesichts des medialen Umbruchs sowohl die Faszination wie auch das Unbehagen des Künstlers gegenüber der Macht der Massenmedien bewusst wird: „Or, il est fabuleux de penser que les moyens mécaniques ont ainsi arraché les paroles aux bouches qui les profèrent, les images à la vie, les sons aux musiciens, et que tous ces fantomes captés par le disque, le film, la radio, demain par la télévision, sont lachés sur le monde, où il y a tout lieu de croire qu’ils continuent leur vie propre.“
Es klingt wie ein Märchen, dass die Technik solchermaßen die Worte aus den Mündern der Sprechenden reißt, die Bilder dem Leben, den Klang den Musikern, und dass alle diese Phantome eingefangen werden von Schallplatten, Film, Radio, morgen vom Fernsehen, und auf die Welt losgelassen werden, wo sie dann ihr Eigenleben weiterführen. (Prot 2006: 162)
Doch gerade angesichts des medialen Epochenbruchs vom „Zeitalter des Buchdrucks“ (l’age de l’imprimerie) zu jenem der „mechanischen Kommunikation“ müssten sich die Intellektuellen unbedingt mit den neuen Medien auseinandersetzen: „il ne faut pas que les intelligences les plus nécessaires à notre temps se détournent de 'la Radio', sous prétetxte que le pur divertissements, pourtant indispensable, parle ou chante à trop haut voix et empeche d’entendre le bruit profond de l’époque.“ 
(ÜS: Die wichtigsten Geister unserer Zeit dürfen sich nicht vom Radio abwenden, unter dem Vorwand, die reine Unterhaltung, sei sie auch notwendig, hätte eine zu laute Stimme oder einen zu lauten Gesang, so dass man die tiefsinnigeren Töne unserer Epoche gar nicht verstehen kann.)(Prot 2006: 163)